# Elvidio
Elvidio (340 circa – 390 circa) è stato un teologo italiano, laico, forse discepolo di Aussenzio, il vescovo ariano che precedette sant'Ambrogio che unificò la Chiesa milanese divisa fra cristiani ed ariani Sant'Agostino lo classificò tra gli eretici.
Elvidio, reagendo al dilagare del monachesimo e dell'ascetismo diffusi nella sua epoca, che portarono molti a considerare Maria "sempre vergine" ovvero modello di castità e purezza, presentò in una sua opera la madre di Gesù quale esempio sia di vita verginale sia come una madre di famiglia. Secondo Elvidio, e molti altri nei primi secoli tra cui Tertulliano, i fratelli di Gesù erano i figli carnali di Giuseppe e di Maria. Elvidio presenta il dilagare del monachesimo e delle sue ispirazioni celibatarie come l'elemento che portò a dimenticare questo aspetto familiare, in favore di quello ascetico.
San Girolamo alcuni decenni dopo, reagì ai suoi scritti, con il suo "Contro Elvidio".
Elvidio affermava la parità del matrimonio nei confronti del celibato e criticava in particolare i voti monastici femminili, antesignani delle odierne suore, perché inesistenti nelle Scritture. Affermava a difesa di ciò che anche Maria era vissuta coniugalmente con Giuseppe e aveva avuto da lui dei figli, dei veri figli, dopo la nascita di Gesù Cristo. Questa dottrina, condannata dal concilio di Capua nel 391, era ridotta a pochi gruppi, tra cui il movimento degli antimariani e fu condivisa da Bonoso di Sardica e da Gioviniano di Roma. Gli antimariani si radicarono in Arabia fino alla fine del IV secolo. Questo insegnamento è oggi il più diffuso in campo protestante-evangelicale e condiviso anche da alcuni teologi di formazione cattolica in contrasto con il magistero della Chiesa, come lo statunitense John Paul Meier. 
.